# AIDAblu (Schiff, 2010)
Die AIDAblu ist ein Kreuzfahrtschiff von Carnival Corporation & plc. Sie wird für Fahrten unter der speziell auf den deutschen Markt ausgerichteten Konzernmarke AIDA Cruises eingesetzt. Betrieben wird sie unter italienischer Flagge durch Costa Crociere in Genua.
Das Schiff wurde als viertes von sieben Schiffen der Sphinx-Klasse auf der Meyer Werft gebaut. Im Vergleich zu den drei vorher gebauten, nahezu baugleichen Schiffen, der AIDAdiva, AIDAbella und AIDAluna, wurde der Bauplan bei der AIDAblu und den folgenden Schiffen dieser Klasse um ein halbes Deck erweitert, so dass es mit 71.304 BRZ vermessen wurde und nach den Angaben der Klassifizierungsgesellschaft DNV auch 1,44 m länger ist als das Typschiff AIDAdiva.

## Geschichte

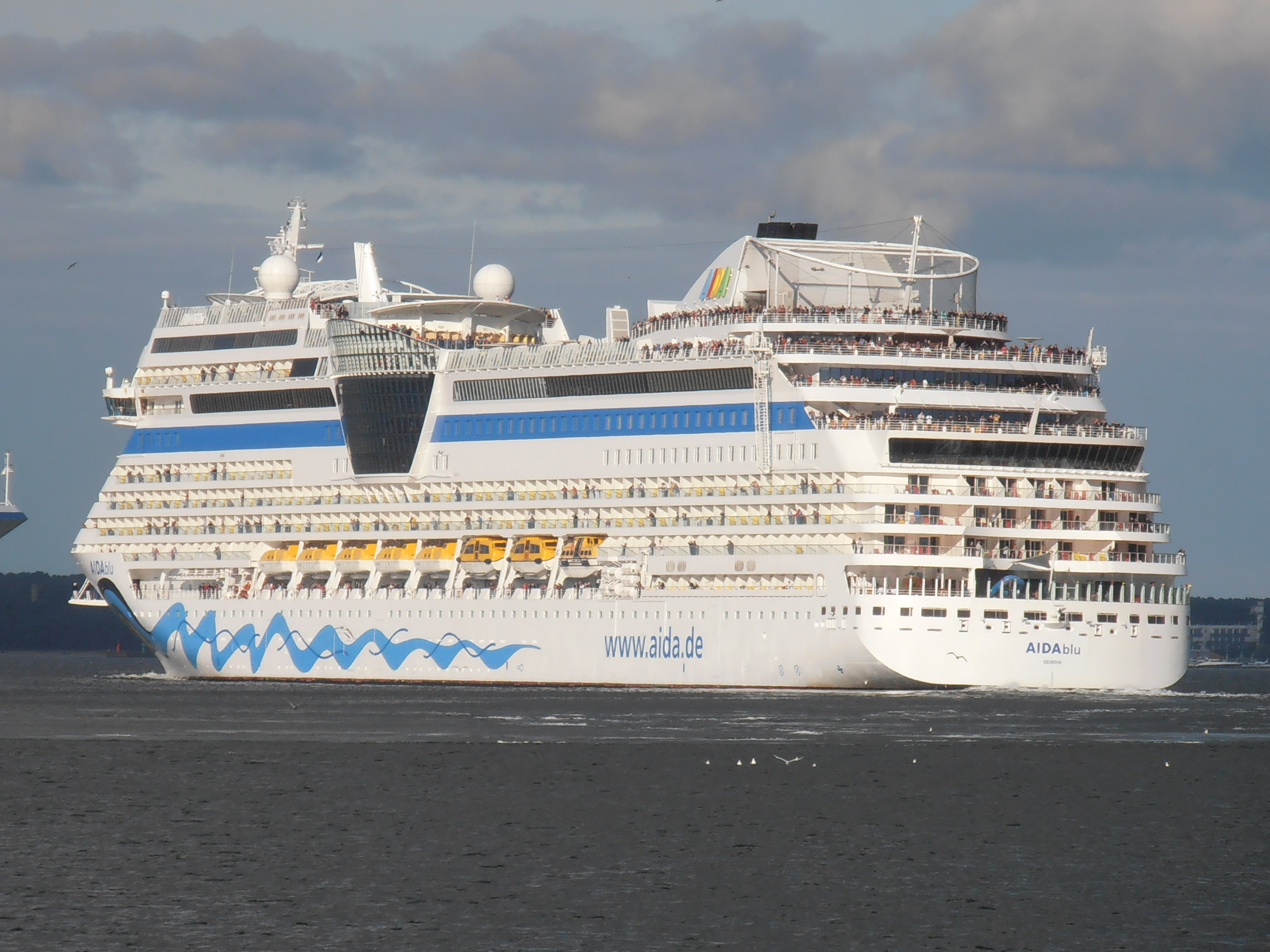
Heckansicht der AIDAblu

### Bau, Überführung und Indienststellung
Am 22. Juli 2008 gab die Reederei AIDA Cruises den Namen des Projekts SPHINX IV bekannt, und noch während das Schwesterschiff AIDAluna im Baudock lag, wurde die AIDAblu mit der Baunummer S.680 am 20. Oktober 2008 im Dock I der Meyer Werft im Beisein der Vertreter von Reederei und Werft auf Kiel gelegt. Der erste Baublock hatte ein Gewicht von ca. 450 Tonnen. Am 7. Juli 2009 wurde mit dem Schornsteinaufsatz der letzte der 55 Baublöcke aufgesetzt. Am Morgen des 5. Januar 2010 verließ die AIDAblu die Dockhalle der Werft und machte nach Tests an Rettungsbooten und Stabilisatoren am Ausrüstungskai fest.
Mit 21 Metern Breite hat die AIDAblu den größten „Kussmund“ der Flotte. Die letzten Pinselstriche zur Fertigstellung wurden von sieben Gewinnern durchgeführt, die sich dafür beworben hatten.
Die Überführung der AIDAblu über die Ems begann am 15. Januar 2010 gegen 13:00 Uhr. Die Überführung erfolgte mithilfe des Emssperrwerks, hierfür war die Ems ab 23:30 Uhr des Vortages aufgestaut worden. Gegen Mitternacht passierte das Schiff das Emssperrwerk. Um bestmögliche Manövrierbarkeit zu gewährleisten, erfolgte die Überführung mit Schlepperunterstützung und dem Heck voraus. Nach 16 Stunden erreichte das Schiff am Morgen des 16. Januar 2010 den Emskai in Emden. In der Zeit bis zur geplanten Ablieferung an die Reederei am 4. Februar 2010 wurden noch abschließende Arbeiten und diverse Probefahrten auf der Nordsee durchgeführt.
Die Taufe der AIDAblu fand am 9. Februar 2010 vor der Fischauktionshalle im Hamburger Hafen statt. Taufpatin war Jette Joop. Die Gäste der Jungfernfahrt erlebten die Taufe an Bord des Schiffes mit.

## Schiffstechnik
In technischer Hinsicht entspricht die AIDAblu weitgehend ihren Schwesterschiffen der Sphinx-Klasse. Sie hat eine dieselelektrische Maschinenanlage, bei der vier von Dieselmotoren angetriebene Generatoren das Schiff mit Elektrizität und Prozesswärme versorgen. Der Antrieb der beiden Propeller erfolgt über Elektromotoren.
Aufgrund des höheren Gewichts sind Dienst- bzw. Höchstgeschwindigkeit etwas niedriger als bei den drei Vorgängerschiffen.

## Kabinen und Bordeinrichtungen
Neben der Schiffstechnik orientieren sich auch Deckaufteilung und Ausstattung der AIDAblu weitgehend an den Standards der Sphinx-Klasse. Im Vergleich zu den Schwesterschiffen AIDAdiva, AIDAbella und AIDAluna wurde jedoch der Wellness- und Spa-Bereich um 300 Quadratmeter auf insgesamt 2.600 Quadratmeter erweitert. Er gehört damit zu den größten seiner Art auf Kreuzfahrtschiffen. 34 Spa-Kabinen mit Balkon und fünf Spa-Suiten haben direkten Zugang. Insgesamt verfügt das Schiff über 1.096 Kabinen, darunter 471 Balkonkabinen (davon 18 Suiten) und 172 konventionelle Außenkabinen. Die AIDAblu ist das erste Kreuzfahrtschiff von AIDA Cruises, das eine eigene Bierbrauerei an Bord hat, in der Bier der Marke Hövels gebraut wird.

## Modernisierungen
Bei einem planmäßgien Werftaufenthalt in Marseille im November 2017 wurde das Floristikgeschäft Blütenmeer durch eine Eisbar ersetzt. Zudem wurde das 4D-Kino entfernt und stattdessen an gleicher Stelle vier neue Gästekabinen eingebaut. Des Weiteren erhielt AIDAblu im Zuge dessen eine Anlage zur Abgasnachbehandlung.

## Zwischenfälle
2010 verursachte die Costa Atlantica, welche ebenfalls zum Betreiberkonzern Carnival Corporation & plc gehört, in Warnemünde eine Beschädigung der an der Pier liegenden AIDAblu. Die AIDAblu wurde offenbar durch zu schnelle Fahrt beim Einlaufen in den Hafen in Bewegung gebracht. Bei dem Vorfall sei es aber nur zu einer leichten Beschädigung der Proviantrampe der AIDAblu gekommen. Die Reederei Costa Crociere, der beide Kreuzfahrtschiffe gehörten, dementierte umgehend eine Schiffsberührung und beklagte eine unangemessene Darstellung, da solch oberflächliche Schäden im Alltag „passieren“ würden. Kapitän Francesco Schettino, der spätere Kapitän der Costa Concordia bei deren Havarie 2012, soll aber durch die Reederei schriftlich für seine mangelnde Aufmerksamkeit gerügt worden sein.
Vom 9. Dezember bis 11. Dezember 2013 lag die AIDAblu in Funchal auf Madeira an der Pier. Das Schiff traf dort deutlich früher ein, da es eine Sturmwarnung gab. Während des Sturms wurde die AIDAblu gegen die Pier gedrückt, sodass die Lackierung der Backbordseite stark beschädigt wurde. Gleichzeitig rissen mehrmals die Trossen, sodass sie häufig neu ausgelegt werden mussten.